# Yugo Amaryl
Yugo Amaril è un personaggio immaginario del ciclo della Fondazione dello scrittore di fantascienza Isaac Asimov.
Come quella di Dors Venabili, la vita di Yugo è concentrata nei due prequel della Trilogia della fondazione, ovvero Preludio alla Fondazione e Fondazione anno zero. Egli spese tutta la sua esistenza nel lavoro al progetto della psicostoria e il suo contributo si rivelerà poi fondamentale per il successo della stessa.

## La storia
Yugo è un cistermista, ovvero un addetto ad un dissipatore di calore in un impianto di produzione di energia, e vive nel settore trantoriano di Dahl. La sua vita subisce un forte cambiamento dopo l'incontro con Hari Seldon, rifugiatosi a Dahl per sfuggire alle presunte minacce portate dal primo ministro imperiale Eto Demerzel. Hari si accorge delle straordinarie capacità di Yugo nel campo della matematica e decide di portarlo con sé, una volta conclusa la fuga, all'Università di Streeling, dove in seguito Hari diventerà preside della facoltà di matematica.
A causa di questo compito, e di altre circostanze che coinvolgono anche Raych Seldon, il figlio adottivo di Hari, anche lui un Dahlita, Hari Seldon non può dedicarsi a tempo pieno alla psicostoria, cosa che è però possibile a Yugo, che per questo diventerà il suo più prezioso collaboratore. 
Egli darà prova delle sue capacità ideando il Primo Radiante, strumento che semplificherà di molto lo studio e l'"utilizzo pratico" della psicostoria.
Proprio per la psicostoria, Yugo ha una vita sociale sostanzialmente nulla, in quanto le uniche persone che vede sono i suoi collaboratori e i famigliari di Hari. Questo contribuirà al manifestarsi dei segni di invecchiamento sulla sua persona; pur essendo più giovane di Hari Seldon, infatti, Yugo Amaril muore prima del suo più grande amico, dopo una breve malattia. Muore appena dopo aver ricevuto da Hari Seldon la notizia che, grazie anche ad una sua idea, ora la psicostoria può realmente ricostruire l'Impero Galattico dalle sue ceneri: questa idea porterà alla costituzione della Prima Fondazione (quella che dà il nome all'intero ciclo) e della Seconda Fondazione.